# Willy Burger (Kunsthistoriker)
Willy Burger (* 30. Mai 1880 in Lohr am Main; † nach 1935) war ein deutscher Kunsthistoriker.

## Leben
Willy Burger, Sohn des Rechtsanwalts und Justizrats Joseph Burger, wuchs in Aschaffenburg auf, wo er auch die Schule bis zum Abitur 1901 besuchte. Anschließend studierte er in Heidelberg, München und Würzburg Geschichte, Kunstgeschichte und Philosophie. Am 14. November 1906 wurde er in Würzburg bei Anton Chroust promoviert. Später lebte er als Kunsthistoriker in München.
1912 bis 1921 veröffentlichte er in den Bänden 8 bis 10 und 14 des Allgemeinen Lexikon der Bildenden Künstler von der Antike bis zur Gegenwart einige Künstlerartikel. 1917 bis 1923 publizierte er Aufsätze in der Zeitschrift Die Kunst. Monatshefte für freie und angewandte Kunst.

## Veröffentlichungen (Auswahl)
- Die Ligapolitik des Mainzer Churfürsten Johann Schweikhard von Cronberg in den Jahren 1604–1613. Quelle & Meier, Leipzig 1907 (Dissertation mit Lebenslauf; Digitalisat).
- Roger van der Weyden. Hiersemann, Leipzig 1923.
- mit Franz Wolter: Die mittelalterliche Holzplastik in Deutschland. Holbein-Verlag, München 1924
- Die Malerei in den Niederlanden 1400–1550. Alte Meister G. Koch & Co., München 1925.
- Pétér Kálmán (= Drei Eulen-Kunstbücher Bd. 4). Drei Eulen-Verlag, Kempten 1928.
- Abendländische Schmelzarbeiten (= Bibliothek für Kunst- und Antiquitätensammler Bd. 33). Richard Carl Schmidt & Co., Berlin 1930.

| Personendaten    | Personendaten                  |
| ---------------- | ------------------------------ |
| NAME             | Burger, Willy                  |
| ALTERNATIVNAMEN  | Burger, Willi; Burger, Wilhelm |
| KURZBESCHREIBUNG | deutscher Kunsthistoriker      |
| GEBURTSDATUM     | 30. Mai 1880                   |
| GEBURTSORT       | Lohr am Main                   |
| STERBEDATUM      | nach 1930                      |